# اس‌ام یوسی-۳۴
اس‌ام یوسی-۳۴ (به انگلیسی: SM UC-34) یک زیردریایی است که طول آن ۱۶۵ فوت ۲ اینچ (۵۰٫۳۴ متر) می‌باشد. این زیردریایی در سال ۱۹۱۶ ساخته شد.